# St. Ann Highlands
St. Ann Highlands es un lugar designado por el censo ubicado en el condado de Boulder en el estado estadounidense de Colorado. En el Censo de 2010 tenía una población de 288 habitantes y una densidad poblacional de 82,25 personas por km².

## Geografía
St. Ann Highlands se encuentra ubicado en las coordenadas 39°59′15″N 105°27′21″O / 39.98750, -105.45583. Según la Oficina del Censo de los Estados Unidos, St. Ann Highlands tiene una superficie total de 3.5 km², de la cual 3.5 km² corresponden a tierra firme y (0%) 0 km² es agua.

## Demografía
Según el censo de 2010, había 288 personas residiendo en St. Ann Highlands. La densidad de población era de 82,25 hab./km². De los 288 habitantes, St. Ann Highlands estaba compuesto por el 94.79% blancos, el 0% eran afroamericanos, el 0% eran amerindios, el 1.04% eran asiáticos, el 0% eran isleños del Pacífico, el 2.08% eran de otras razas y el 2.08% pertenecían a dos o más razas. Del total de la población el 2.78% eran hispanos o latinos de cualquier raza.